# الأثلة (حبيش)

تعديل مصدري - تعديل

الأثلة هي إحدى قرى عزلة بني شبيب بمديرية حبيش التابعة لمحافظة إب، بلغ تعداد سكانها 21 نسمة حسب تعداد اليمن لعام 2004.